# Eupselia carpocapsella
Bướm đêm Eupselia thông thường, Eupselia carpocapsella, là một loài bướm đêm thuộc họ Oecophoridae. Nó được tìm thấy ở Úc.

## Hình ảnh

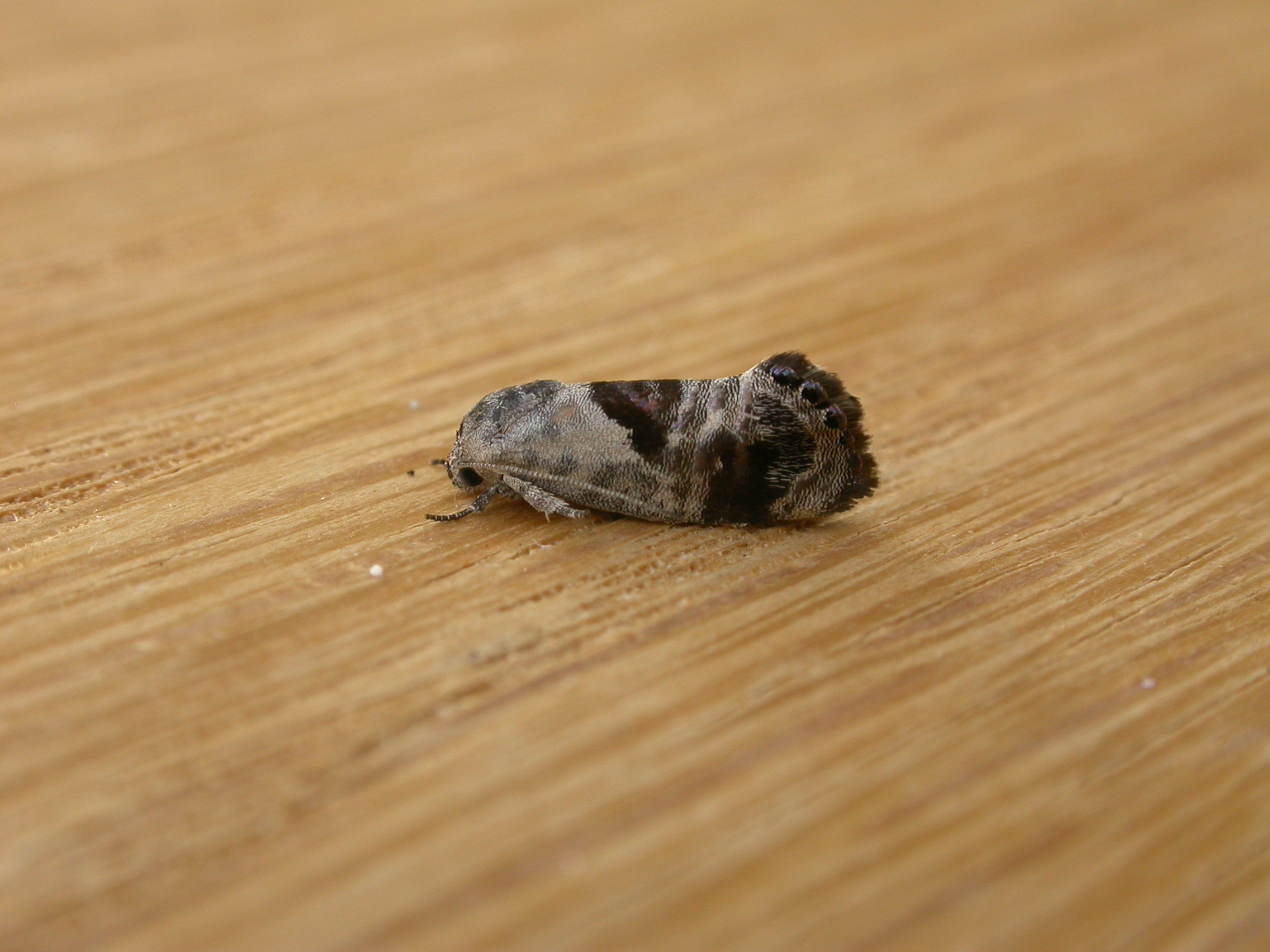